# Тобела, Дингаан
Дингаан Бонгане Тобела (англ. Dingaan Bongane Thobela; 24 сентября 1966, Соуэто — 29 апреля 2024, Йоханнесбург) — южноафриканский боксёр, представитель нескольких весовых категорий от полулёгкой до второй средней. Боксировал на профессиональном уровне в период 1986—2006 годов, владел титулами чемпиона мира по версиям WBO, WBA и WBC.

## Биография
Дингаан Тобела родился в 1966 году, поселении Соуэто, пригороде Йоханнесбурга.
Дебютировал в боксе на профессиональном уровне в июне 1986 года. Долгое время не знал поражений, завоевал титул чемпиона провинции Трансвааль во второй полулёгкой весовой категории, позже стал чемпионом ЮАР среди профессионалов.
Имея в послужном списке 22 победы без единого поражения, в 1990 году удостоился права оспорить титул чемпиона мира в лёгком весе по версии Всемирной боксёрской организации (WBO), который на тот момент принадлежал мексиканцу Маурисио Асевесу (26-8-1). Противостояние между ними продлилось все отведённые 12 раундов, в итоге судьи раздельным решением отдали победу Тобеле.
Полученный титул чемпиона Тобела защитил два раза, выиграв по очкам у таких боксёров как Марио Мартинес (48-7-2) и Антонио Ривера (24-7-1).
В 1993 году дважды подряд встречался с американцем Тони Лопесом (41-3-1), обладателем титула чемпиона мира в лёгком весе по версии Всемирной боксёрской ассоциации (WBA). Сначала проиграл ему единогласным решением, затем с тем же результатом выиграл, забрав чемпионский пояс себе. Дважды выходил на ринг против непобеждённого представителя Киргизии Орзубека Назарова (17-0) — оба раза потерпел от него поражение по очкам.
В последующие годы Тобела сильно прибавил в весе, перейдя в полусреднюю категорию. В октябре 1998 года он претендовал на вакантный титул интернационального чемпиона по версии Всемирного боксёрского совета (WBC), но поединок с аргентинцем Карлосом Бальдомиром (24-8-3) закончился ничьей.
В 1999 году мог стать обладателем вакантного титула чемпиона мира по версии Международной боксёрской организации (IBO), но не смог уложиться в лимит полусреднего веса. Позже уже в средней весовой категории боксировал за титул чемпиона мира по версии Всемирной боксёрской федерации (WBF), уступив решением большинства судей британцу Корнелиусу Карру (32-3).
Начиная с 2000 года выступал во втором среднем весе, в частности стал чемпионом Южной Африки и заполучил титул чемпиона мира WBC, отправив в нокаут британца Гленна Катли (26-3). Тем не менее, оставался чемпионом не долго — уже во время первой защиты проиграл раздельным решением канадцу Дейву Хилтону (39-2-2).
В ноябре 2001 года попытался вернуть себе титул чемпиона WBC, перешедший к тому времени к другому канадскому боксёру Эрику Лукасу (33-4-3), но был побеждён техническим нокаутом в восьмом раунде.
В ноябре 2002 года боксировал с непобеждённым датчанином Миккелем Кесслером (29-0) в бою за титул чемпиона мира по версии Международной боксёрской ассоциации (IBA) — уступил своему сопернику единогласным судейским решением.
Впоследствии выходил на ринг против таких известных боксёров как Отис Грант (31-2-1) и Лучиан Буте (8-0), однако обоим проиграл. Завершил спортивную карьеру после очередного поражения в 2006 году. В общей сложности провёл на профи-ринге 56 боёв, из них 40 выиграл (в том числе 26 досрочно), 14 проиграл, тогда как в двух случаях была зафиксирована ничья.
В 2009 году вышла в свет посвящённая ему книга Rose of Soweto: The Dingaan Thobela Story.
29 апреля 2024 года Тобела был найден мёртвым в своей квартире в Йоханнесбурге в возрасте 57 лет после периода болезни.